# Flugtrumpet
Flugtrumpet (Sarracenia purpurea) är en flerårig köttätande växt inom familjen flugtrumpetväxter. Den blir från 20 till 50 centimeter hög och blommar från juni till juli med en tre till fem centimeter doftande, purpurröd blomma på en ensam bladlös stängel. Tre små ströblad sitter under blomman. En eventuell frökapsel innehåller småfrön. Den har vintergröna rosetter av stora kannlika, insektsfångande blad. Bladspetsen är brämlik, ådrad och bildar ett lock över den fyra till sex centimeter breda öppningen.
Flugtrumpet är sällsynt och är en förvildad art med ursprung från nordöstra Nordamerika. Den trivs på blöt och näringsfattig mark bland vitmossa, exempelvis lösbottenkärr. Dess utbredning i Norden är begränsad till några få områden i södra Sverige.